# ヨアン＝シムン・エドムンドソン
ヨアン・シムン・エドムンドソン（Jóan Símun Edmundsson、1991年7月26日 - ）はフェロー諸島・トフティル出身のサッカー選手。ポジションはMF。ベルギー・ファースト・ディビジョンB・ワースラント＝ベフェレンに所属している。フェロー諸島代表。
フェロー語での発音は「ヨウアン・スイムン・エドムンドソン」。

## 経歴
2010年7月25日、ノリッジ・シティFCとの親善試合で、ニューカッスルのデビューを果たす。しかし、リーグ戦では出場機会は一切訪れず、エリテセリエンのバイキングFKに移籍した。
2018年5月、アルミニア・ビーレフェルトへの2年契約での移籍が内定した。
2021年6月26日、ワースラント＝ベフェレンに移籍した。